# Podwójna artykulacja
Podwójna artykulacja – dwoistość. Jednostki niższego poziomu (fonemy, które nie mają znaczenia) łączą się w jednostki wyższego poziomu (morfemy, które mają znaczenie), a te łączą się w zdania. Ta analiza i to pojęcie zostały najpierw przeprowadzone przez francuskiego językoznawcę André Martinet.